# Bim Afolami
Abimbola « Bim » Afolami, né le 11 février 1986 à Crowthorne, est un homme politique du Parti conservateur britannique. 
Il est député de la circonscription de Hitchin et Harpenden de 2017 à 2024. 

## Jeunesse
Afolami est né et grandit à Crowthorne, Berkshire. Son père Samuel, est un médecin consultant nigérian du NHS, venu au Royaume-Uni au début de la vingtaine. 
Il fait ses études à la Bishopsgate School, au Collège d'Eton et à l'University College d'Oxford, où il étudie l'histoire moderne, est bibliothécaire de la Oxford Union Society et joue au football pour l'équipe universitaire. 
Avant de devenir député, il travaille comme avocat d'entreprise chez Freshfields, chez Simpson Thacher & Bartlett, puis comme cadre supérieur (senior executive) chez HSBC. 

## Carrière politique
Afolami est le candidat du Parti conservateur pour Lewisham Deptford aux élections générales de 2015, où il termine en deuxième place avec 7 056 voix. Il est choisi comme candidat conservateur pour la circonscription de Hitchin et Harpenden en 2017 après l'annonce du retrait du député conservateur sortant, Peter Lilley. 
Il décrit Winston Churchill comme son "plus grand héros".
En mai 2018, il est l'un des 14 membres du Conservative Reform Group, un groupe de députés centristes conservateurs. Afolami vote "Rester" lors du référendum de 2016 sur l'adhésion à l'UE. 
Fin 2018, Afolami rejoint le comité directeur du groupe de réforme constitutionnelle un groupe de pression multipartite présidé par Robert Gascoyne-Cecil (7e marquis de Salisbury), qui soutient le Act of Union Bill 2018 un projet de loi d' initiative parlementaire présenté par Lord Lisvane à la Chambre des lords le 9 octobre 2018. 
En septembre 2018, Afolami est nommé secrétaire parlementaire parlementaire du ministère des Transports. En février 2019, il est nommé PPS au secrétaire d'État au Développement international suivi de sa nomination en tant que PPS auprès de la secrétaire d'État au Commerce international Liz Truss et de sa dernière nomination en tant que PPS du secrétaire d'État au Travail et Pensions, Therese Coffey. 
En décembre 2018, Afolami annonce son soutien à l'accord de Theresa May sur le Brexit.
Il est Secrétaire économique du Trésor de 2023 à 2024 dans le gouvernement Sunak.
Afolami est très actif dans le soutien aux associations caritatives et autres groupes bénévoles. Il est le parrain de Harpenden Spotlight on Africa un organisme de bienfaisance travaillant dans le domaine de la santé et de l'éducation dans les régions rurales de l'Ouganda. Il est également patron de GRIT (Growing Resilience in Teens) et de Tilehouse Counselling deux organismes de bienfaisance en santé mentale dans sa circonscription. Afolami siège également au conseil consultatif de la Social Market Foundation et au comité de programme de la Ditchley Foundation. 